# ヘンヴェイル
ヘンヴェイル（ディベヒ語: ހެންވޭރު、英語: Henveiru）は、モルディブの首都マレにある地区のうちの一つ。マレ島の東部に位置し、2022年国勢調査では、面積は約57ha、人口は34,012人とされている。

## マレ市内での位置
ヘンヴェイルは、マレ島の東部に位置する。

## 施設

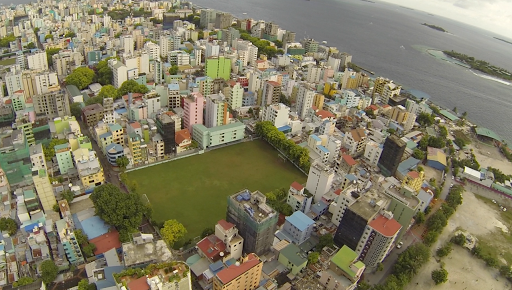
無人航空機（ドローン）で撮影したヘンヴェイル競技場の航空写真

### 政府機関
- 外務省
- 警察（英語版）本部
- 国防省（英語版）
- 大統領府
- 保健省
- マジュリス（国民議会）
- ムリアーゲ（大統領官邸）

### 外国公館
- アラブ首長国連邦大使館
- 英国高等弁務官事務所
- サウジアラビア王国大使館
- スリランカ高等弁務官事務所
- 中華人民共和国大使館
- 日本国大使館

### 企業
- インドステイト銀行モルディブ支店
- ウエスタンユニオンモルディブ支店
- HSBCモルディブ支店
- スリランカ航空モルディブ支店
- セイロン銀行（英語版）モルディブ支店
- ターキッシュ エアラインズ（トルコ航空）モルディブ支店
- モルディブ・イスラミック銀行（ディベヒ語: މޯލްޑިވްސް އިސްލާމިކް ބޭންކް、英語: Maldives Islamic Bank）本店
- モルディブ銀行（英語版）本店
- モルディブ郵便（英語版）本局

### 教育機関・研究所
- MAPS大学（英語版）
- ガールガイドモルディブ連盟
- カンガルーちびっこ国際保育園（英語: Kangaroo Kids International Preschool） - ビラボング高等国際学校（英語版）の保育園
- 聖クルアーン国立センター（ディベヒ語: ކީރިތި ޤުރުއާނާބެހޭ މަރުކަޒު、アラビア語: مركز القرآن الكريم、英語: National Centre for the Holy Quran）
- マジーディーヤー学校（ディベヒ語版、英語版）
- モルディブ海洋研究所（英語: Maldives Marine Research Institute、略称: MMRI）

### 病院
- ADK病院（英語版）
- セナヒヤー軍病院（ディベヒ語: ސެނަހިޔާ މިލިޓަރީ ހޮސްޕިޓަލް、英語: Senahiya Military Hospital）

### モスク
- イスラミック・センター（英語版）（スルターン・ムハンマド・タクルファーヌ・アル＝アウザム・モスク）
- サルマーン国王モスク（ディベヒ語版、英語版）
- マレ金曜モスク（ディベヒ語版、英語版）（フクル・ミスキー）

### 公園・広場
- 共和国広場（ディベヒ語: ޖުމްހޫރީ މައިދާން、英語: Republic Square）
- ロヌズィヤーライ公園（ディベヒ語: ލޮނުޒިޔާރަތް ޕާކް、英語: Lonuziyaaraiy Park）

### その他
- 国際連合児童基金（UNICEF）モルディブ事務所
- シナマーレ橋
- ヘンヴェイル競技場（ディベヒ語: ހެންވޭރު ދަނޑު、英語: Henveiru Stadium）
  - ニュー・ラディアントSC
- マレ発電所（英語: Malé Power Station） - 国家電力会社（ドイツ語版）（STELCO）所有